# Henri Lansbury
Pour les articles homonymes, voir Lansbury.
Henri Lansbury, né le 12 octobre 1990 à Enfield (Londres), est un footballeur anglais qui évolue au poste de milieu de terrain.

## Biographie

### Arsenal
Né dans le quartier londonien d'Enfield, Lansbury joue pour le club de Norwich City pendant sa petite enfance. En 1999, il rejoint Arsenal à l'âge de neuf ans. Après avoir effectué toutes ses gammes en équipe de jeunes, il prend part à son premier match avec l'équipe professionnelle le 31 octobre 2007 lors de la victoire 3-0 des Gunners face à Sheffield United en League Cup, remplaçant Theo Walcott à la 83e minute.
Le 1er juillet 2008, Lansbury signe son premier contrat professionnel avec Arsenal. Il est contraint de manquer la seconde partie de la saison 2007-2008 à cause d'une mononucléose infectieuse mais retrouve la forme assez tôt pour participer aux entrainements et aux rencontres amicales de pré-saison. 

### Scunthrope United (prêt)
Après avoir pris part à quelques matchs de coupes, Lansbury est prêté le 31 janvier 2009 au club de Scunthrope United pour une durée d'un mois. Lors de son premier match de championnat en tant que titulaire sous les couleurs de Scunthrope face à Swindon Town, il inscrit son premier but. Au total, il marque trois autres buts lors de ce prêt.

### Watford (prêt)
Le 21 août 2009, il rejoint le club de Watford sous forme de prêt jusqu'au mois de décembre. Il marque son premier but avec Watford le 23 octobre lors d'une rencontre contre Sheffield Wednesday. Il dispute 39 matchs toutes compétitions confondues durant lesquels il inscrit cinq buts.

### De retour à Arsenal
Le 31 décembre, jour de son retour de prêt, il signe un nouveau contrat de longue durée avec Arsenal. Après la signature de ce contrat, Arsène Wenger déclare que Henri Lansbury deviendra un « grand joueur ». Il fait ses débuts en Premier League le 9 mai 2010 lors de la victoire 4-0 contre Fulham comptant pour la dernière journée de championnat. 
Le 21 septembre 2010, il inscrit son premier but sous les couleurs d'Arsenal durant le troisième tour de Coupe de la Ligue anglaise contre Tottenham Hotspur. Lansbury participe à l'intégralité du match et des prolongations (victoire finale 4-1). Le 22 novembre 2010, il est prêté au club qui l'a vu débuté : Norwich City.

### Norwich City (prêt)
Il prend part à son premier match avec ce club le 28 novembre lors du derby contre Ipswich Town durant lequel il adresse une passe décisive à Grant Holt pour le deuxième but. En janvier 2011, son prêt se terminant, un nouveau contrat de prêt est conclu entre Arsenal et Norwich, permettant à Lansbury de rester chez les Canaries jusqu'à la fin de la saison. Il marque ses deux premiers buts pour le club consécutivement contre Millwall et Reading. Il est nommé pour le titre de meilleur jeune joueur du championnat de D2 à l'issue de la saison mais c'est finalement Connor Wickham qui remporte le trophée.
De retour à Arsenal, Henri Lansbury entre deux fois en jeu lors du début de saison 2011-2012.

### West Ham (prêt)

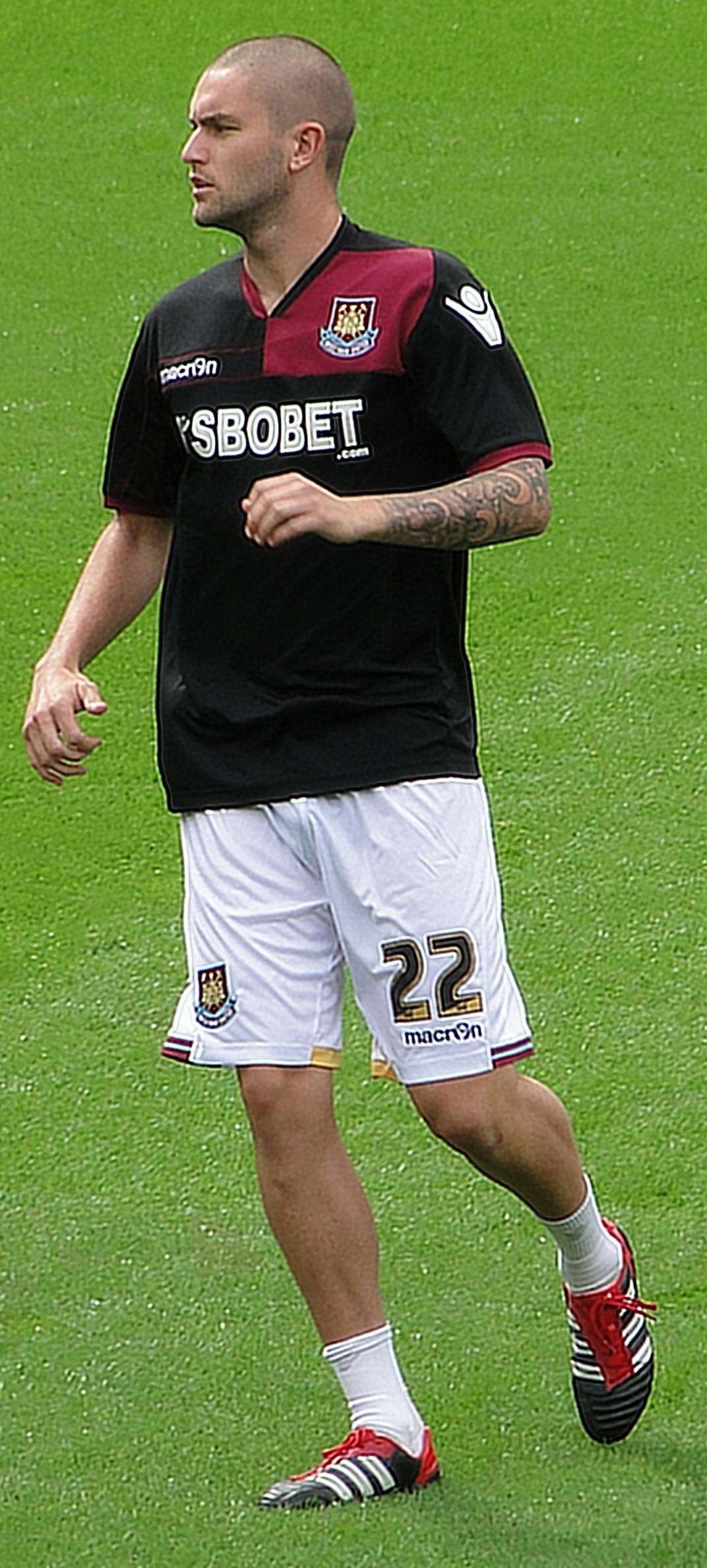
Lansbury à l'échauffement avec West Ham United en 2011

Cependant, il est prêté pour une saison à West Ham United le 31 août 2011. Le 10 septembre, il fait sa première apparition sous le maillot des Hammers lors du succès (4-3) face à Portsmouth. Il se distingue en marquant le troisième but des siens. En octobre, une blessure au genou l'éloigne des terrains jusqu'à Noël.
Le 21 février 2012, Lansbury est amené à jouer gardien de but contre Blackpool après l'expulsion de Robert Green à la 53e minute de jeu, l'entraîneur des Hammers Sam Allardyce n'ayant pas nommé de gardien dans les remplaçants. Après avoir pris part à 24 matchs toutes compétitions confondues (un but), il est réintégré à l'effectif réserve d'Arsenal à l'issue de la saison.

### Nottingham Forest

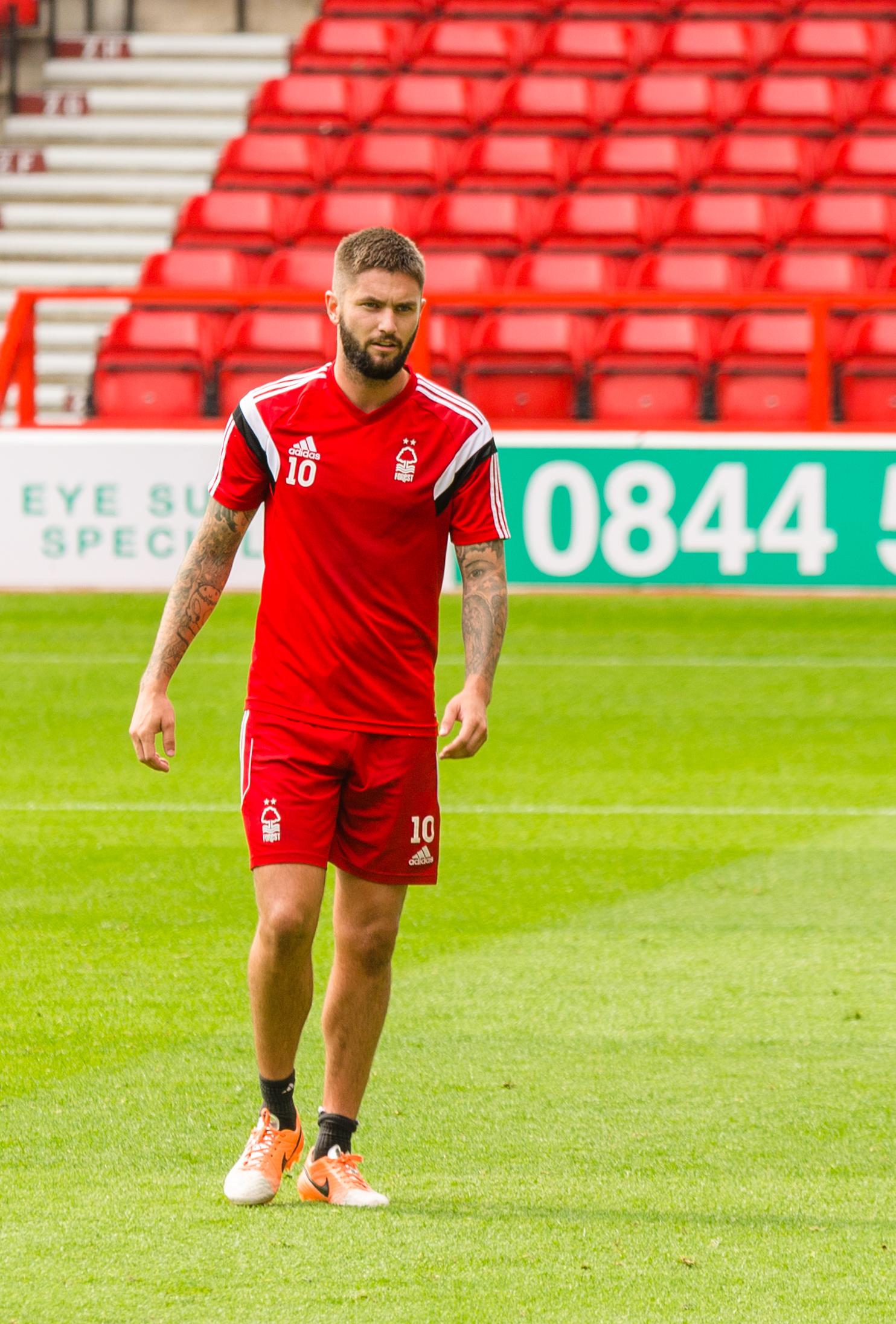
Lansbury à l'entraînement avec Nottingham Forest en 2014

N'entrant pas dans les plans d'Arsène Wenger pour la saison 2012-2013, Lansbury est transféré pour quatre ans à Nottingham Forest (D2 anglaise) le 28 août 2012. Le 19 février 2013, il marque son premier but lors d'une victoire 6-1 contre Huddersfield Town.
Lansbury marque le premier but de Nottingham Forest de la saison 2013/2014 en Championship, mettant le seul but de son équipe lors d'une victoire 1-0 contre Huddersfield Town. Il marque son second but lors de son troisième match de la saison, lors d'une victoire 3-0 contre Bolton. Il est nommé capitaine de Forest au début de saison 2015-2016. Lansbury participe à 150 matchs toutes compétitions confondues et inscrit 33 buts avec Nottingham Forest avant de quitter le club lors du marché des transfers hivernal de janvier 2017.

### Aston Villa
Le 20 janvier 2017, le milieu de terrain anglais s'engage pour quatre ans et demi avec Aston Villa.

### Bristol City et après
Le 20 janvier 2021, il s'engage pour six mois avec Bristol City, qui évolue en D2 anglaise.
Le 18 juin 2021, il rejoint Luton Town.

### En sélection
Henri Lansbury est sélectionné dans toutes les équipes de jeunes de la sélection anglaise. Ancien capitaine de l'équipe des moins de 16 ans, il fait partie de l'équipe qui échoue en finale du Championnat d'Europe des moins de 17 ans 2007, mais ne participe pas au match à cause d'un choc reçu lors de la demi-finale. Il est également capitaine de l'équipe des moins de 19 ans et participe à la défaite en finale de l'Euro des moins de 19 ans 2009 contre l'Ukraine. Il inscrit trois buts durant cette compétition et est appelé pour la première fois en espoirs lors du match de qualifications contre le Portugal en novembre 2009. Le 16 novembre 2010, lors d'un match amical en U-21 entre l'Angleterre et le Portugal, Lansbury remplace Jason Steele dans les buts quand ce dernier se fait expulser. Lansbury est sélectionné avec l'équipe d'Angleterre espoirs pour l'Euro 2011 des moins de 21 ans mais est sur le banc pour les trois matchs de phase de groupe. Le 1er septembre 2011, il est titulaire pour l'Angleterre lors d'un match de qualification contre l'Azerbaïdjan. Il marque par deux fois et ajoute deux passes décisives, ce qui lui vaut d'être élu homme du match. Le 29 février 2012, il marque deux buts lors d'une victoire 4-0 contre les espoirs belges.

## Palmarès

### En club
- Norwich City
  - Vice-champion d'Angleterre de D2 en 2011.

### En sélection
- Équipe d'Angleterre des moins de 17 ans
  - Finaliste du Championnat d'Europe en 2007.

- Équipe d'Angleterre des moins de 19 ans
  - Finaliste du Championnat d'Europe en 2009.

## Statistiques
| Saison                | Club                     | Championnat           | Championnat | Championnat | Coupe nationale | Coupe nationale | Coupe de la Ligue | Coupe de la Ligue | Compétition(s) continentale(s) | Compétition(s) continentale(s) | Compétition(s) continentale(s) | Play-offs | Play-offs | Total | Total |
| Saison                | Club                     | Division              | M.          | B.          | M.              | B.              | M.                | B.                | Comp.                          | M.                             | B.                             | M.        | B.        | M.    | B.    |
| 2007-2008             | Arsenal FC               | Premier League        | -           | -           | -               | -               | 1                 | 0                 | -                              | -                              | -                              | -         | -         | 1     | 0     |
| 2008-2009             | Arsenal FC               | Premier League        | -           | -           | -               | -               | 3                 | 0                 | -                              | -                              | -                              | -         | -         | 3     | 0     |
| 2009-2010             | Arsenal FC               | Premier League        | 1           | 0           | -               | -               | -                 | -                 | -                              | -                              | -                              | -         | -         | 1     | 0     |
| 2010-2011             | Arsenal FC               | Premier League        | -           | -           | -               | -               | 1                 | 1                 | -                              | -                              | -                              | -         | -         | 1     | 1     |
| 2011-2012             | Arsenal FC               | Premier League        | 2           | 0           | -               | -               | -                 | -                 | -                              | -                              | -                              | -         | -         | 2     | 0     |
| Sous-total            | Sous-total               | Sous-total            | 3           | 0           | -               | -               | 5                 | 1                 | -                              | -                              | -                              | -         | -         | 8     | 1     |
| 2008-2009             | Scunthorpe United (prêt) | League One            | 16          | 4           | 2               | 0               | -                 | -                 | -                              | -                              | -                              | -         | -         | 18    | 4     |
| Sous-total            | Sous-total               | Sous-total            | 16          | 4           | 2               | 0               | -                 | -                 | -                              | -                              | -                              | -         | -         | 18    | 4     |
| 2009-2010             | Watford FC (prêt)        | Championship          | 37          | 5           | 2               | 0               | -                 | -                 | -                              | -                              | -                              | -         | -         | 39    | 5     |
| Sous-total            | Sous-total               | Sous-total            | 37          | 5           | 2               | 0               | -                 | -                 | -                              | -                              | -                              | -         | -         | 39    | 5     |
| 2010-2011             | Norwich City (prêt)      | Championship          | 23          | 4           | -               | -               | -                 | -                 | -                              | -                              | -                              | -         | -         | 23    | 4     |
| Sous-total            | Sous-total               | Sous-total            | 23          | 4           | -               | -               | -                 | -                 | -                              | -                              | -                              | -         | -         | 23    | 4     |
| 2011-2012             | West Ham United (prêt)   | Championship          | 22          | 1           | 2               | 0               | -                 | -                 | -                              | -                              | -                              | -         | -         | 24    | 1     |
| Sous-total            | Sous-total               | Sous-total            | 22          | 1           | 2               | 0               | -                 | -                 | -                              | -                              | -                              | -         | -         | 24    | 1     |
| 2012-2013             | Nottingham Forest        | Championship          | 32          | 5           | -               | -               | -                 | -                 | -                              | -                              | -                              | -         | -         | 32    | 5     |
| 2013-2014             | Nottingham Forest        | Championship          | 29          | 7           | 1               | 0               | -                 | -                 | -                              | -                              | -                              | -         | -         | 30    | 7     |
| 2014-2015             | Nottingham Forest        | Championship          | 39          | 10          | -               | -               | 1                 | 1                 | -                              | -                              | -                              | -         | -         | 40    | 11    |
| 2015-2016             | Nottingham Forest        | Championship          | 28          | 4           | 1               | 0               | -                 | -                 | -                              | -                              | -                              | -         | -         | 29    | 4     |
| 2016-2017             | Nottingham Forest        | Championship          | 17          | 6           | -               | -               | 2                 | 0                 | -                              | -                              | -                              | -         | -         | 19    | 6     |
| Sous-total            | Sous-total               | Sous-total            | 145         | 32          | 2               | 0               | 3                 | 1                 | -                              | -                              | -                              | -         | -         | 150   | 33    |
| 2016-2017             | Aston Villa              | Championship          | 18          | 0           | -               | -               | -                 | -                 | -                              | -                              | -                              | -         | -         | 18    | 0     |
| 2017-2018             | Aston Villa              | Championship          | 10          | 2           | 1               | 0               | 1                 | 0                 | -                              | -                              | -                              | -         | -         | 12    | 2     |
| 2018-2019             | Aston Villa              | Championship          | 3           | 0           | 1               | 0               | 1                 | 0                 | -                              | -                              | -                              | -         | -         | 5     | 0     |
| 2019-2020             | Aston Villa              | Premier League        | 10          | 0           | 1               | 0               | 4                 | 0                 | -                              | -                              | -                              | -         | -         | 15    | 0     |
| 2020-2021             | Aston Villa              | Premier League        | -           | -           | -               | -               | 3                 | 0                 | -                              | -                              | -                              | -         | -         | 3     | 0     |
| Sous-total            | Sous-total               | Sous-total            | 41          | 2           | 3               | 0               | 9                 | 0                 | -                              | -                              | -                              | -         | -         | 53    | 2     |
| 2020-2021             | Bristol City             | Championship          | 16          | 0           | -               | -               | -                 | -                 | -                              | -                              | -                              | -         | -         | 16    | 0     |
| Sous-total            | Sous-total               | Sous-total            | 16          | 0           | -               | -               | -                 | -                 | -                              | -                              | -                              | -         | -         | 16    | 0     |
| 2021-2022             | Luton Town               | Championship          | 34          | 0           | 1               | 0               | 1                 | 0                 | -                              | -                              | -                              | 1         | 0         | 37    | 0     |
| 2022-2023             | Luton Town               | Championship          | 10          | 1           | -               | -               | 1                 | 0                 | -                              | -                              | -                              | -         | -         | 11    | 1     |
| Sous-total            | Sous-total               | Sous-total            | 44          | 1           | 1               | 0               | 2                 | 0                 | -                              | 0                              | 0                              | 1         | 0         | 48    | 1     |
| Total sur la carrière | Total sur la carrière    | Total sur la carrière | 348         | 49          | 12              | 0               | 19                | 2                 | -                              | 0                              | 0                              | 1         | 0         | 380   | 51    |